# 금산사
금산사(金山寺)는 대한민국 전북특별자치도 김제시에 있는 사찰로, 또한 조계종 제17교구 본사(本寺)로, 전북특별자치도 모악산 도립공원 입구에 위치해 있다.

## 역사

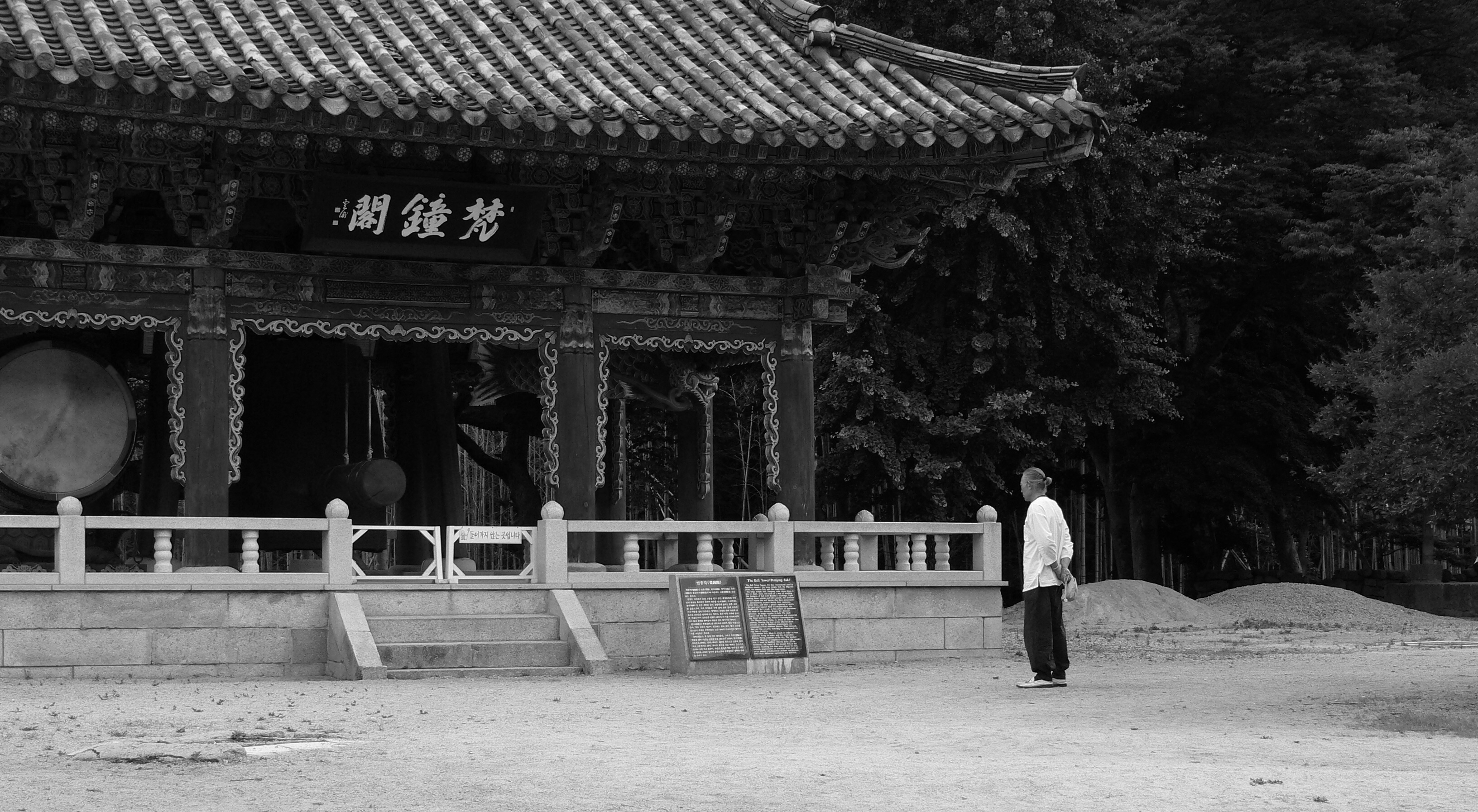
금산사(金山寺)

금산사를 누가 창건했는지 기록이 정확히 남아 있지 않아 금산사를 부흥시킨 진표율사를 실질적인 창건자로 여기기도 하지만 경덕왕 21년인 8세기 초 진표율사가 순제법사에게 출가했다는 기록으로 볼 때 그 훨씬 이전부터 절이 창건되어 있음을 알 수 있다. 남아있는 '금산사사적(金山寺事蹟)'의 기록에 의하면 '599년 백제 법왕이 즉위하여 살생을 금지하는 법을 반포하고, 이듬해에 금산사에서 38명의 승려를 득도시켰다'라고 되어 있기 때문에 금산사는 백제 법왕 1년인 599년에 창건되었다고 보는 것이 옳다. 이후 762년(경덕왕 21년)부터 766년(혜공왕 2년) 사이에 진표율사가 대대적인 중창불사를 일으킴으로 금산사는 미륵신앙의 성지로 자리매김할 수 있게 되었다.
이후 935년에는 후삼국 가운데 호남지역의 맹주였던 견훤이 아들인 신검에 의하여 왕위에서 쫓겨나 금산사에 유폐 되었다는 기록이 남아 있다. 고려 문종 33년(1097년)에는 혜덕왕사가 중창해서 86개동 43개의 암자를 설치했다고 한다. 충숙왕 15년(1328년)에는 원명해원 스님이 또 한 차례 중수하고,  임진왜란 때는 뇌묵당 처영스님이 금산사를 거점으로 의승병을 모집하고 왜군에 대항했다.
정유재란으로 호남까지 왜군이 밀려들어오자 금산사는 왜군에 의해 전소되었다가, 인조 13년(1635년) 수문대사에 의해 일부 복구되었고, 1725년에는 환성지안 스님이 화엄대법회를 개최해서 금산사에 1,400여 명의 대중이 몰려듦으로써 위협을 느낀 조정으로부터 제주 유배를 당하기도 했다.
현재의 도량은 1961년 월주스님이 주지로 취임하면서 일구기 시작해서 일주문, 금강문, 사천왕문, 해탈교, 극락교, 향적당, 적묵당, 보현당, 설법전, 요사채, 나한전, 조사전, 보제루 등을 신축하고 미륵전과 대적광전, 대장전, 상서전, 금강계단 등은 해체 복원해서 호남의 명찰로 만들었다.
금산의 성보문화재들 가운데 단연 눈길을 끄는 것은 미륵전(국보 제62호)이다. 건물의 규모도 그렇고 안에 모셔진 불상의 크기도 어마어마하다. 미륵전의 미륵보살상은 옥내 입불로서는 세계 최대라 하며, 삼존불 중 가운데 미륵불상이 11.82m, 좌,우불상은 8.8m이나 된다. 경주 황룡사지나 지리산 화엄사에 있었다는 장육전이 실제 아직까지 남아 있는 예가 금산사 미륵전이다. 이 미륵전 수미단 아래에는 커다란 무쇠솥이 감춰져 있다. 왜 미륵불 아래 무쇠솥을 두었는지 그 까닭을 이야기하며 무수한 많은 신흥종교가 생겨나기도 하고 평생 그 솥을 한번 만져보고 싶어 하는 사람들도 많지만 미륵전 불단 한쪽에 굳게 잠긴 자물쇠는 아무나 그 안에 무쇠솥을 만져볼 수 없게 한다.
미륵전 앞 마당에 있는 노주(보물 제22호)는 아마도 관솔불을 밝히기 위한 장치로 보이며, 석련대(보물 제23호)는 불상의 좌대일 것으로 보이는데 불상은 없고 연꽃이 화려하게 새겨진 좌대만 남았다. 금산사 부도전 중앙에는 고려시대 금산사의 중창주인 혜덕왕사의 진응탑비(보물 제24호), 오층석탑(보물 제25호)과 미륵전 옆 언덕 위에 부처님 진신사리를 모신 금강계단(보물 제26호)이 자리하고 있다.
대적광전(구 보물 제476호) 앞에는 육각다층석탑(보물 제27호), 당간지주(보물 제28호), 심원암 삼층석탑(보물 제29호), 대장전(보물 제827호, 구 전라북도 유형문화재 제6호)과 석등(보물 제 828호) 등 국가지정문화재만 11점에 달하고 금산사 전역이 사적 제496호로 지정되었다.

## 체험 및 시설

### 템플스테이
금산사에서는 내·외국인을 위한 다양한 템플스테이 프로그램을 운영하고 있다.
- 금산사 템플스테이 프로그램

## 사건
- 1986년 12월 금산사 대적광전이 원인 모를 화재로 완전 소실되어 1988년 복원에 착수하여 원형 복원되었다.
- 2006년 김제 금산사 미륵전 안에 있는 삼존불상 중 법화림 보살상이 장마에 의해 등판 부분의 흙이 떨어져 나가 크게 훼손되었다.
- KBS 드라마 태조 왕건 촬영지로 이용되었다.

## 사진

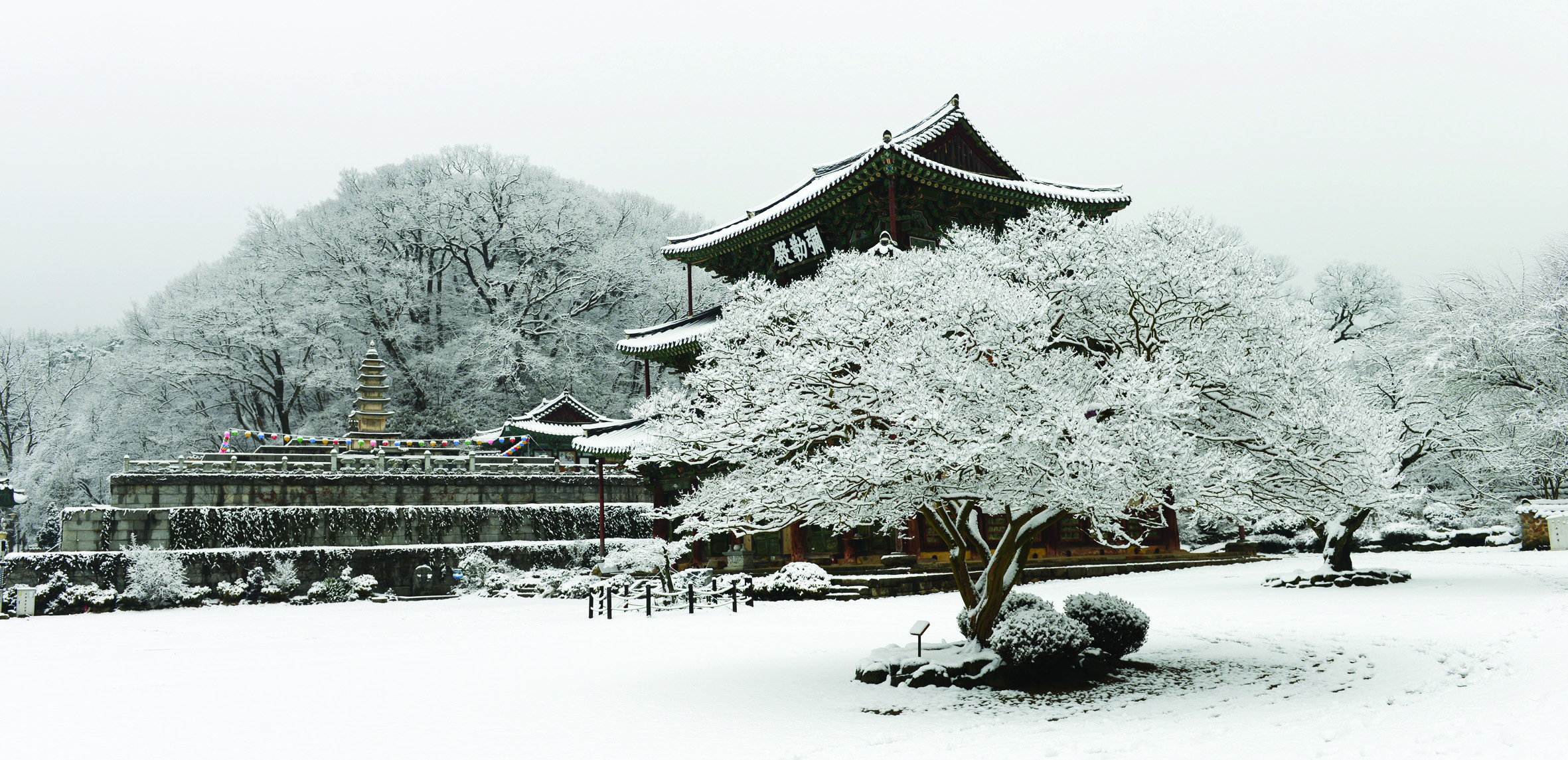
금산사 겨울 풍경
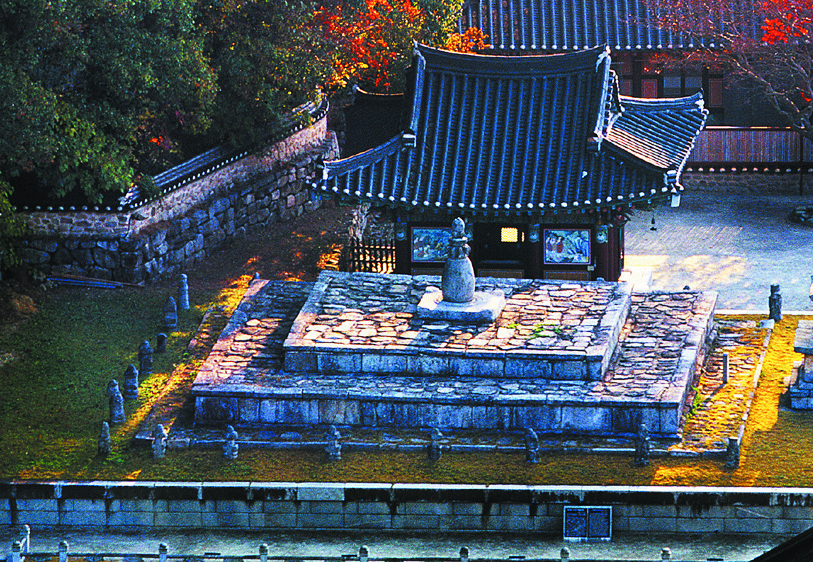
금산사 금강계단
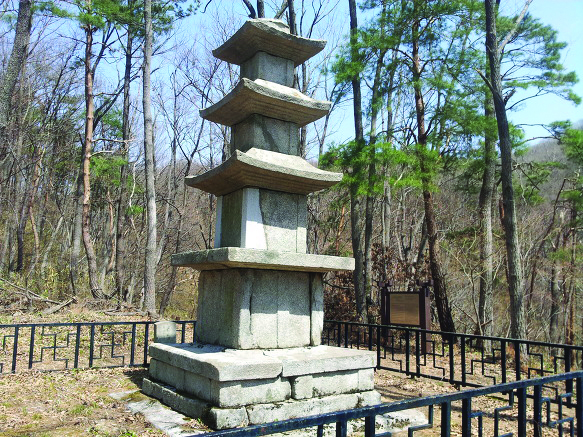
금산사 북강삼층석탑
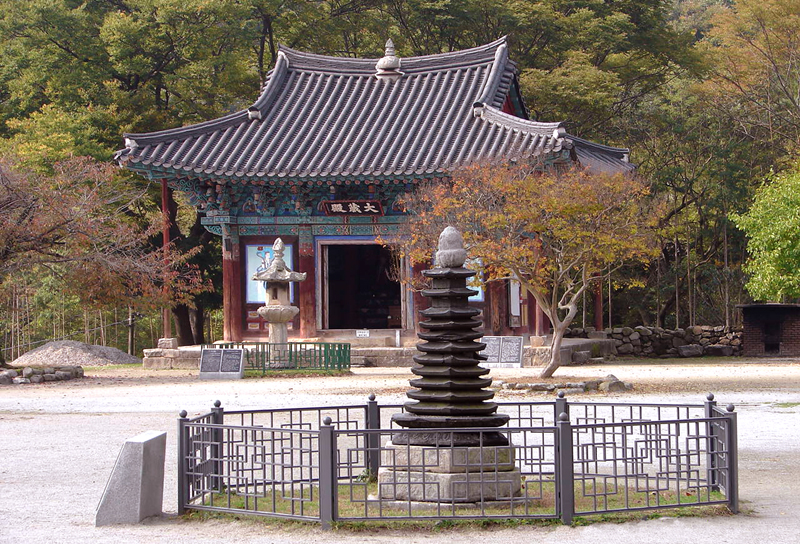
금산사 육각다층석탑(보물 제27호)
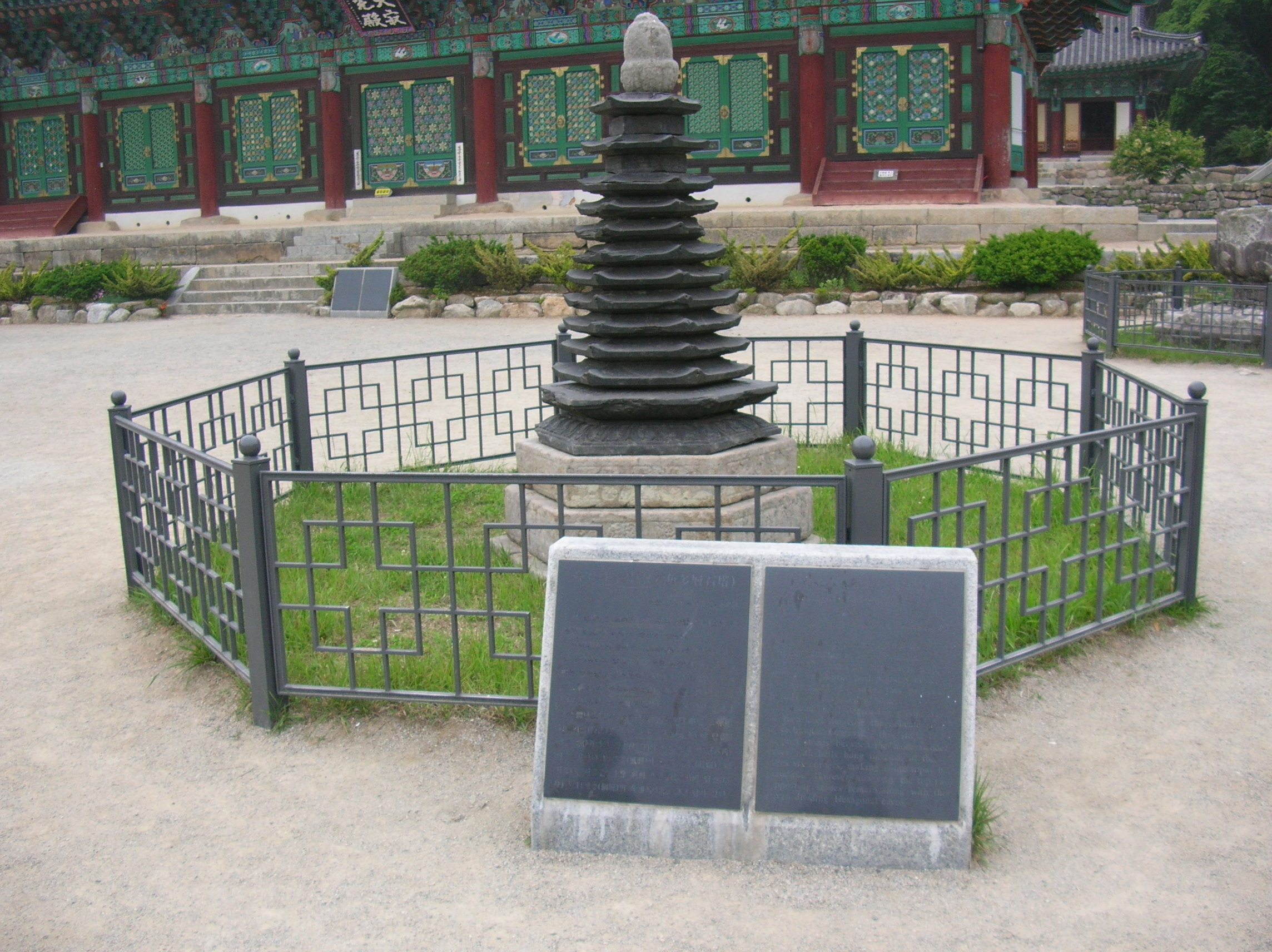
금산사 육각다층석탑
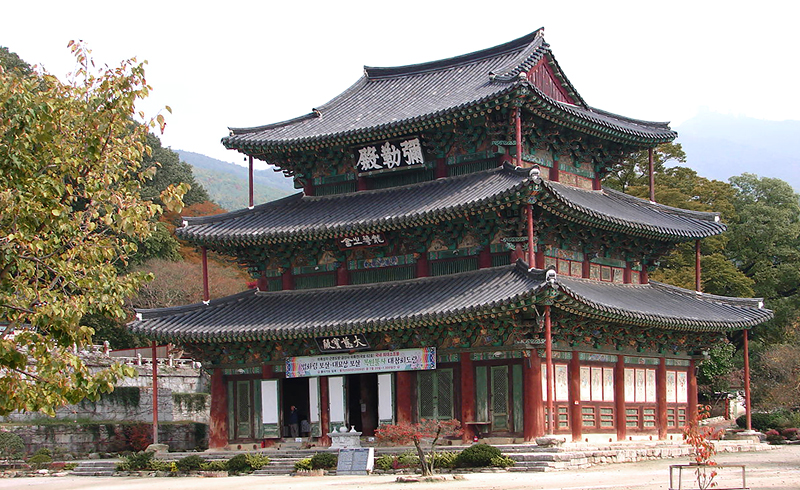
금산사 미륵전(국보 62호) 측면
금산사 미륵전(국보 62호) 정면
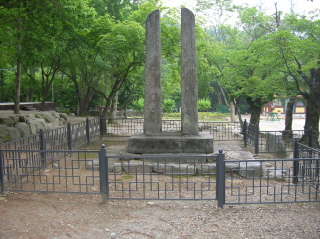
금산사 당간지주(보물 제28호)
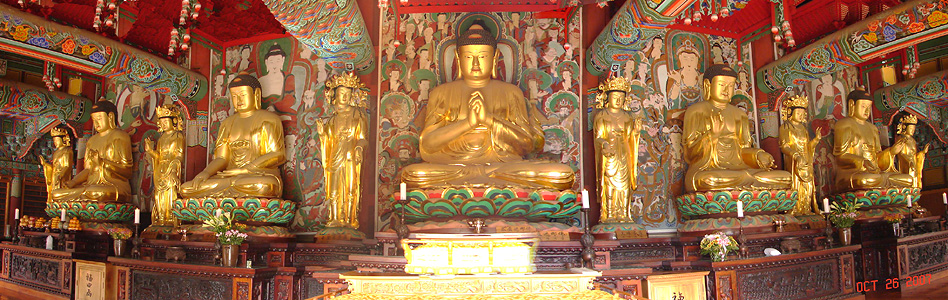
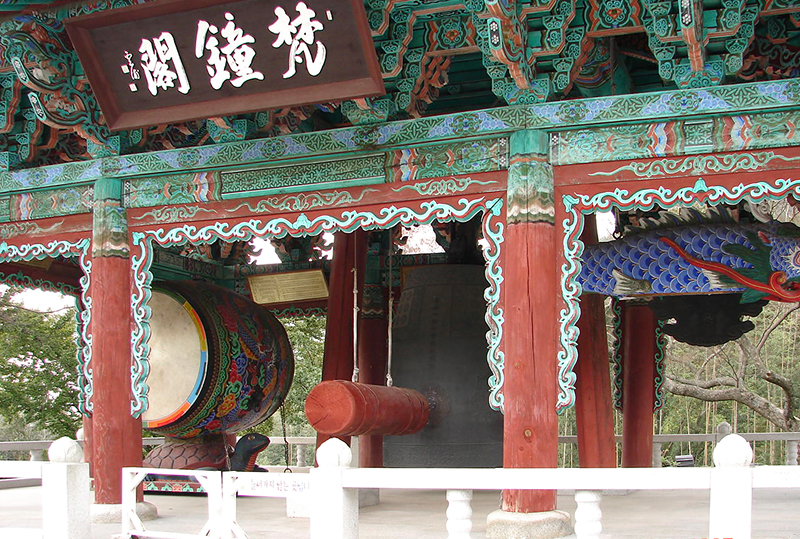
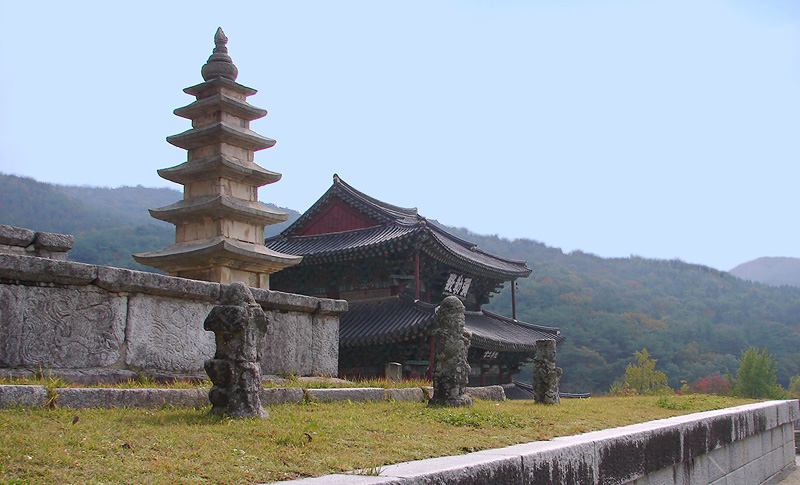
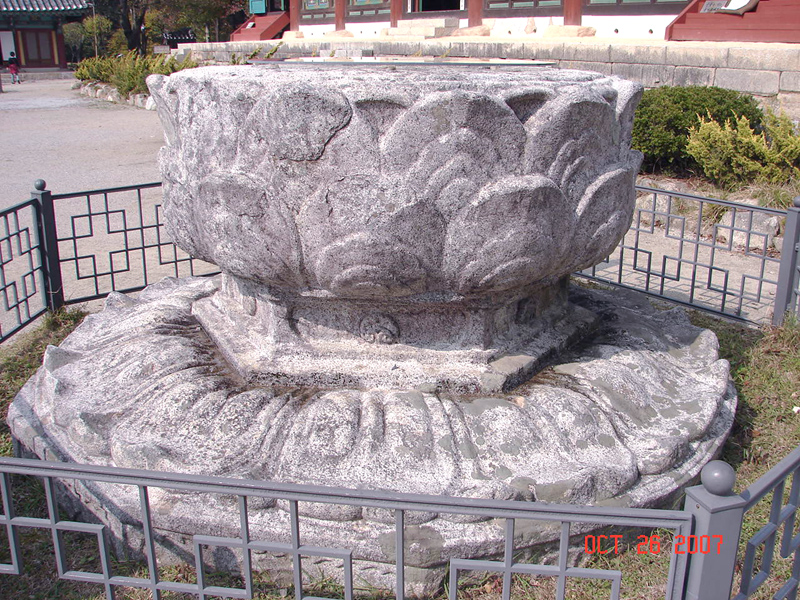
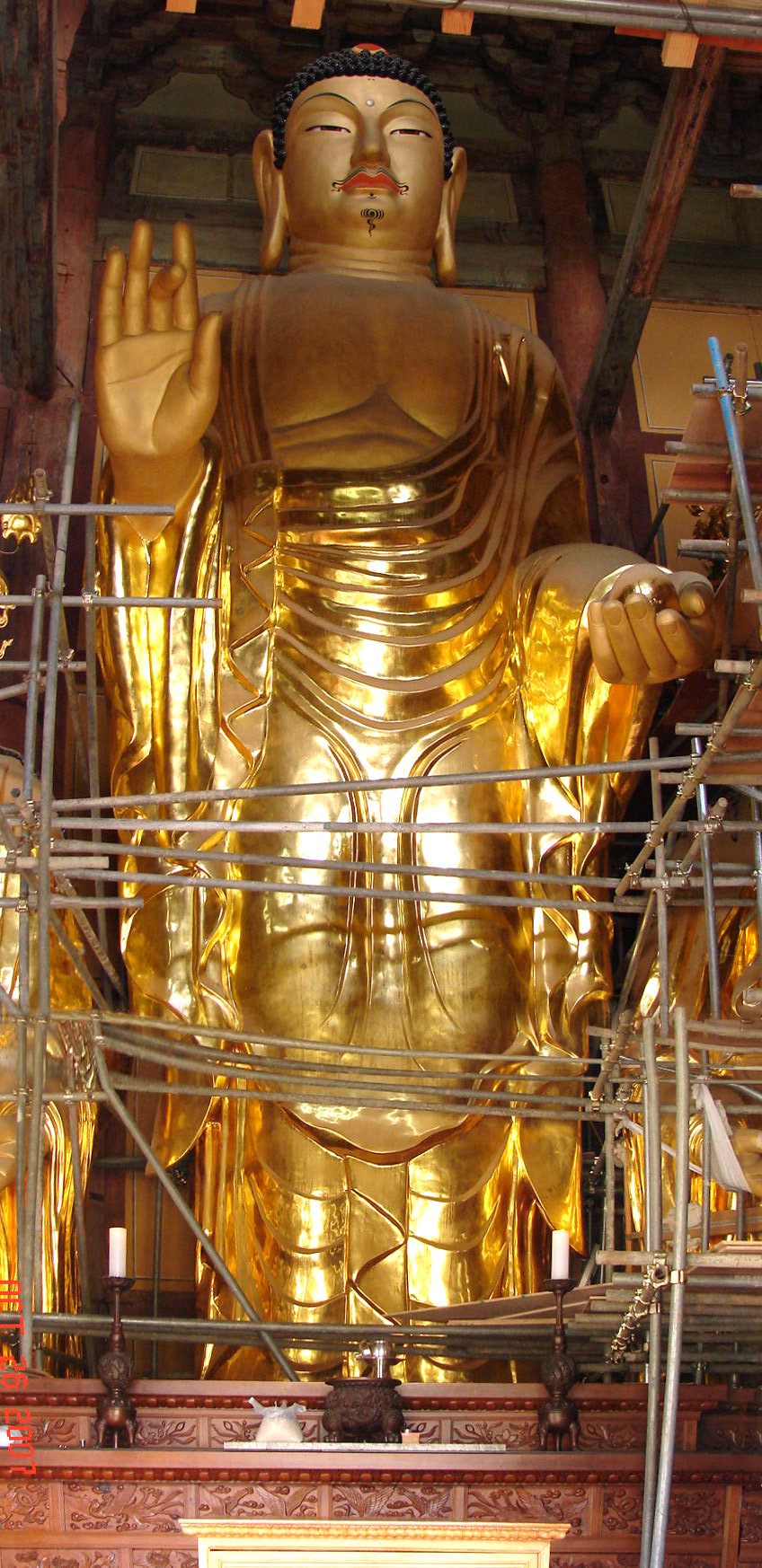

## 같이 보기
- 대한불교조계종
- 한국의 불교
- 법상종
- 대한민국의 종교